# Pârâul Mijlociu, Tihul
Pârâul Mijlociu este un afluent al Răstolița. Este uneori considerat unul din brațele care formează Râul Răstolița.  

## Hărți
- Harta județului Mureș
- Harta munții Căliman  Arhivat în 11 octombrie 2008, la Wayback Machine.